# Ранчпар
Ранчпар (арм. Ռանչպար) — село в Араратской области Армении. Основано в 1873 году.

## География
Село расположено в западной части марза, на берегах реки Севджур, при автодороге , на расстоянии 20 километров к северо-западу от города Арташат, административного центра области. Абсолютная высота — 830 метров над уровнем моря.
Климат
Климат характеризуется как семиаридный (BSk в классификации климатов Кёппена). Среднегодовая температура воздуха составляет 12,7 °C. Средняя температура самого холодного месяца (января) составляет −2,6 °С, самого жаркого месяца (июля) — 26,2 °С. Расчётная многолетняя норма атмосферных осадков — 278 мм. Наибольшее количество осадков выпадает в мае (47 мм).

## Население
По данным «Сборника сведений о Кавказе» за 1880 год в селе Ранчпар Эчмиадзинского уезда по сведениям 1873 года было 36 азербайджанских дворов и проживало 197 азербайджанцев (указаны как «татары»), которые были шиитами.
По данным Кавказского календаря на 1912 год, в селе Ранчпар Эчмиадзинского уезда проживало 228 человек, в основном азербайджанцев, указанных как «татары».
| Год переписи | Население          | Население          | Население          | Население            | Население            | Население            |
| Год переписи | Наличное население | Наличное население | Наличное население | Постоянное население | Постоянное население | Постоянное население |
| Год переписи | Всего              | Мужчины            | Женщины            | Всего                | Мужчины              | Женщины              |
| ------------ | ------------------ | ------------------ | ------------------ | -------------------- | -------------------- | -------------------- |
| 2001         | 996                | 457                | 539                | 1103                 | 510                  | 593                  |
| 2011         | 1385               | 678                | 707                | 1413                 | 689                  | 724                  |